# Mimochodník

Mimochodný krok jezdeckého koně

Mimochodník je čtyřnohý živočich, který při chůzi vykračuje střídavě oběma pravýma a oběma levýma nohama najednou. Naopak na zemi spočívají střídavě obě pravé nebo levé nohy. Tento druh „dvoutaktní“ chůze je typický pro velbloudovité (velbloudy, lamy atp.), žirafy, slony a šelmy (medvědy, vlky, gepardy atp.), kdežto u koní, psů a dalších zvířat se běžně vyskytuje jen u některých plemen, u ostatních spíše výjimečně. Obdoba mimochodného kroku se výjimečně objevuje i u člověka, který při chůzi pohybuje dopředu levou nohou zároveň s levou ruku a pravou nohou současně s pravou rukou. Tento druh chůze například silně komplikuje nácvik vojenského kroku.

## Mimochod u koní

### Historie
První písemná zmínka o mimochodu u koní pochází z dob Chetitů – konkrétně se tento termín vyskytl v textu uznávaného trenéra koní Kikkuliho. Pro jezdce je mimochod pohodlnější než klus a dají se jím překonat poměrně dlouhé vzdálenosti, nevýhodou je však nižší rychlost. Obecně platí, že i když mimochodníci umí cválat, není pro ně snadné přejít z mimochodu do cvalu nebo trysku. Takže když bylo v minulosti při dlouhých jízdách důležité pohodlí v sedle, byli pro svou jemnost, jistotu kroku a mírný temperament populárnější mimochodníci. Jestliže ale byla důležitější rychlost a obratnost, byli vhodnější klusající koně. Když byli koně používaní ve válkách, zvlášť ve středověku, rytíři na bitevní pole běžně přijížděli na mimochodnících a pro rychlý cval do bitvy přesedli na válečného koně.
Ve středověku byli mimochodníci zvlášť ceněni, protože lidé potřebovali ujet dlouhé vzdálenosti po špatných cestách. Nicméně když se stav cest v Evropě zlepšil a rozšířilo se cestování v kočárech (a později železnicí), jezdci začali dávat přednost klusajícím koním – hlavní využití jezdeckých koní bylo tehdy v lehkém jezdectvu, na liščích honech a v dalších typech ježdění, které vyžadovaly rychlejší pohyb na kratší vzdálenosti. Mimochodníci se ovšem stále těšili velké popularitě v Americe, zejména na jihu Spojených států a v Latinské Americe, kde byly rozsáhlé plantáže. Bylo potřeba pravidelně kontrolovat pole a úrodu, takže jezdci museli každý den ujet velké vzdálenosti. V současnosti jsou mimochodníci využíváni pro hobby ježdění a v různých soutěžích.

### Typy mimochodů
Všechny mimochody jsou čtyřdobé. Dělí se na laterální, kdy jdou dopředu vždycky dvě nohy na stejné straně (ovšem jedna za druhou, nikoliv současně), a diagonální, u kterých jdou v určité sekvenci dopředu diagonální nohy na opačných stranách koně (například pravá zadní a levá přední). U většiny mimochodů je obvykle v jednu chvíli úplně ve vzduchu jen jedna noha.
U velkého množství plemen je mimochod vrozený a nemusí se jej učit, popřípadě je potřeba jen minimální množství tréninku. Nicméně pokud kůň po předcích nezdědil genetické předpoklady k mimochodu, tréninkem se obvykle ničeho nedosáhne.
Mimochod je možné učit tím, že se kůň v klusu mírně přibrzdí. Délka kroku je zachována, ale jezdec koně přinutí změnit rovnováhu a rozdělit dva kroky tak, aby z dvoudobého chodu vznikl čtyřdobý. Tohoto efektu někdy omylem docílí jezdci, kteří se pokoušejí o pomalý klus (jog) ve western pleasure, závodní disciplíně westernového ježdění. Když kůň nezvládne udržet jog, přejde do šouravého čtyřdobého chodu, za který je v soutěži penalizován.
Někteří koně jsou schopni jak klusu, tak i mimochodu, pro jiné je ovšem klus náročnější. Takoví koně při pobídce ke středně rychlému chodu automaticky přejdou do mimochodu.
Roli hraje také stavba těla. Pro koně s delším hřbetem a delší lumbosakrální oblastí jsou snazší laterální mimochody, ale může pro ně být těžší se správně shromáždit. Rameno nasazené více vzadu a spíše horizontální úhel kyčle přispívají k delšímu kroku, a pro koně s těmito znaky jsou přirozenější diagonální mimochody jako je fox trot. Naopak ostřejší úhel ramene mají koně, kterým jsou vlastní laterální mimochody, například running walk.
Zatímco u jednoho plemene může být určitý typ mimochodu žádoucí, u druhého může být penalizován. U missourského klusáka je například cílem šlechtění a chovu dosáhnout a zachovat diagonální mimochod, který třeba u koně plemene paso fino není povolen.

#### Laterální mimochody
Nohosled laterálních mimochodů je zpravidla pravá zadní – pravá přední – levá zadní – levá přední. Podle načasování a rytmu došlapování se dají dělit na mimochody laterální izochronní, které mají čtyři stejně dlouhé doby a pravidelný rytmus 1-2-3-4, a laterální neizochronní, jejichž rytmus je lehce nepravidelný. Kůň totiž na každé straně zvedá a pokládá nohy jinou rychlostí, a při střídání laterálních párů nohou vznikne krátká pauza. Rytmus neizochronního laterálního mimochodu je tak 1-2, 3-4.

##### Running walk
Running walk je typický chod tennesseeského mimochodníka. Jedná se o čtyřdobý chod se stejným nohosledem jako má obyčejný krok, je ale podstatně rychlejší. Zatímco v kroku se kůň pohybuje rychlostí mezi 6 a 12 km/h, při running walku je kůň schopen vyvinout rychlost až 32 km/h. Při tomto mimochodu zadní nohy koně přešlapují otisky předních nohou o 15 až 46 cm (u tennesseeského mimochodníka jezdci a trenéři usilují o co nejdelší přešlap). Koně při něm charakteristicky pokyvují hlavou. Někteří tennesseeští mimochodníci umí i jiné laterální mimochody, například rack, stepping pace a singlefoot, ty jsou však povolené jen pro hobby ježdění a při soutěžích je rozhodčí penalizují.

##### Slow gaits
Slow gaits, neboli „pomalé mimochody“, je obecný termín pro několik pomalých forem klasického mimochodu. Všechny mají stejný nohosled jako krok – laterální páry nohou jdou dopředu v určité sekvenci – odlišují se ale v rytmu a sebrání. Některé umí koně od narození, zatímco jiných je možné dosáhnout tréninkem. Všechny jsou ale velice pohodlné pro jezdce. Mezi slow gaits patří například izochronní singlefoot a neizochronní stepping pace. Ten je rychlejší než running walk, ale pro koně mnohem náročnější. Při nižší rychlosti je plynulý a prostorný, při zrychlení se ale může změnit na dvoudobý klus.

##### Rack
Rack je v podstatě zrychlený laterální slow gait, u kterého jsou i přes zvýšení rychlosti zachovány pravidelné intervaly mezi došlapy. Při soutěžích se rack předvádí ve vysoké rychlostí a s vysokou akcí nohou. Jelikož otěže musí být při racku volné, laikovi se může zdát, že jezdec koně moc neovládá. Přestože je rack možné najít u relativně velkého množství plemen, nejčastěji je spojován s americkým jezdeckým koněm, popřípadě i s méně známým plemenem racking horse.
Jako i jiné středně rychlé chody, i rack je pro jezdce pohodlnější než klus, protože při něm kopyta dopadají na zem jednotlivě, ne v párech, což minimalizuje sílu a nárazy, které se z koně přenáší na jezdce. Pro přechod do racku je potřeba koně dostat tzv. „nad udidlo“. To znamená, že na rozdíl od drezury, kde se po koni vyžaduje zakulacený hřbet a podsazené zadní nohy, při racku je žádoucí prohnutý hřbet a hlava zvednutá nahoru. U této pozice je nejméně pravděpodobné, že kůň přejde do jiného chodu, její nevýhodou ovšem je, že se tak oslabuje hřbet a pro koně je těžší nést váhu jezdce.

##### Tölt
Tölt je čtyřdobý laterální mimochod islandských koní. Je pro jezdce pohodlný, velice rychlý a lze jím překonat velké vzdálenosti. V rámci tohoto chodu je možné najít velké množství stylů, takže je tölt často srovnáván s podobnými laterálními chody, například rackem amerického jezdeckého koně, largem paso fina nebo running walkem tennesseeského mimochodníka. Tölt má stejný nohosled jako krok (levá zadní – levá přední – pravá zadní – pravá přední), ale liší se v tom, že je jím možné jet v různých rychlostech – od rychlosti kroku až po rychlost cvalu. Někteří islandští koně preferují tölt, jiní radši klušou (správným tréninkem je možné zlepšit slabší chody), ale tölt je pro ně přirozený chod, který umí od narození. Chovatelé považují za nesprávné dvě varianty töltu: první je nepravidelný chod, kterému se říká „prasečí klus“, jelikož má více společného s dvoudobým klusem než čtyřdobým mimochodem. Druhému se říká Valhopp – je to v podstatě kombinace töltu a cvalu, která se nejčastěji vyskytuje u mladých netrénovaných koní nebo u koní, kteří mají zvyk kombinovat všechny chody. Obě varianty jsou obvykle pro jezdce nepohodlné.
Faerský pony a norský nordlandský pony mají společné předky s islandskými koňmi a někteří jedinci těchto plemen jsou také schopni töltu, i když u nich tato schopnost není hojně využívána.

##### Paso
Peruánský paso a paso fino jsou plemena vyšlechtěna v Latinské Americe, která mají vrozené hladké středně rychlé chody. Obě plemena mají společného předka – jenneta, středověkého španělského koníka, jehož do Ameriky dovezli španělští kolonizátoři. 
Paso fino má několik různých rychlostí, které se nazývají (od nejpomalejší po nejrychlejší) paso fino, paso corto a paso largo. Všechny mají pravidelný rytmus 1-2-3-4. Paso fino je velice pomalý chod, předváděný především na závodech. Koně přejdou přes takzvaný „fino strip“ (výraz je složený ze španělského a anglického slova, znamená něco jako „tenký proužek“), což je většinou deska z překližky zapuštěná do země, díky které rozhodčí mohou posoudit naprostou pravidelnost kroků. Paso corto je podobně rychlý jako singlefoot, zatímco paso largo, nejrychlejší ze všech chodů paso fina, je zhruba stejně rychlý jako rack. Vysoké rychlosti je dosaženo výrazným prodloužením kroku. Někteří koně tohoto plemena mohou chodit i diagonálním mimochodem s názvem trocha, který ale mnoho trenérů ve Spojených státech považuje za nesprávný a koně trénují výhradně v laterálních mimochodech. Diagonální mimochod je někdy považován za přijatelný u kolumbijské varianty plemene.
Peruánský paso má pravidelný laterální mimochod známý jako paso llano, který má stejný nohosled jako running walk a je charakteristický prodlouženým laterálním pohybem ramene, kterému se říká termino. Rychlejší mimochod se nazývá sobreandando a je lehce nepravidelný. I peruánský paso může přejít do diagonálního mimochodu (u něj se mu říká pasitrote) a do klusu podobnému chodu s názvem huachano, nicméně se u něj preferují laterální mimochody.

##### Další laterální mimochody
U marwarského koně a kathiawarského koně, plemen z Indie, se často lze setkat s vrozeným laterálním mimochodem, kterému se říká revaal, aphcal nebo rehwal.
Další laterální mimochod, podobný stepping pacu nebo singlefootu, je čtyřdobá marcha picada brazilského plemena mangalarga marchador. Tito koně ovšem umí i čtyřdobý diagonální mimochod. Picada je z těchto dvou chodů obvykle prostornější a pohodlnější, protože laterální pohyb koně vytváří jen málo vertikální hybnosti a jezdec tedy v sedle nenadskakuje.

#### Diagonální mimochody
Jediný oficiálně uznávaný diagonální mimochod se nazývá fox trot. Diagonální nohosled je obyčejně trochu nepravidelný, protože kůň jde v rytmu 1-2, 3-4. Mezi pohybem jednotlivých párů nohou je tak krátká pauza. Při jízdě díky tomuto rytmu jezdec cítí lehký pohyb dopředu a dozadu. Jelikož kůň při diagonálních mimochodech nemusí tolik prohýbat hřbet, bývají považovány za fyzicky snadnější než laterální. Čtyřdobé diagonální mimochody se klasifikují jako alternativní mimochody, přestože jsou odvozené od běžného klusu, nikoliv od trochu odlišného klusu závodních klusáků. Je pravděpodobné, že genetický mechanismus, který umožňuje diagonální mimochod je stejný jako ten pro laterální mimochody.
Fox trot je rozdělený čtyřdobý diagonální mimochod, při kterém přední noha diagonálního páru dopadá dříve než zadní, což eliminuje pohyb, který jezdce vyhodí nad sedlo. Díky tomu je fox trot velice prostorný a pohodlný pro jezdce. Někdy se říká, že při něm kůň předníma nohama jde a zadníma kluše. Při fox trotu musí mít kůň vždy jednu přední nohu položenou na zemi a zadníma nohama provádět klouzavý pohyb.
Fox trot je nejčastěji spojován s missourským klusákem (v angličtině se po něm plemeno dokonce jmenuje Missouri Fox Trotter), ale jsou ho schopna i jiná plemena mimochodníků. Zároveň je to i jediný mimochod, který lze naučit koně, jež nemají genetické předpoklady k žádnému mimochodu.
U plemene mangalarga marchador lze pozorovat mimochod podobný fox trotu, u kterého se nohy pohybují diagonálně, ale nastává při něm krátká pauza, kdy jsou na zemi všechny čtyři nohy. Tomuto mimochodu se říká marcha batida. Další plemeno se španělskou krví, vzácný karolínský marsh tacky, má vrozený čtyřdobý diagonální mimochod podobný marcha batidě.
I trocha pasa fina a pasitrote peruánského pasa jsou diagonální mimochody. Také se podobají fox trotu, ale trocha má kratší kroky a rychlostně se podobá spíše laterálnímu paso cortu. Vyskytuje se spíše u kolumbijských paso fin.